# 扎雪寺
扎雪寺，位于西藏自治区拉萨市墨竹工卡县扎雪乡扎雪村，是一座藏传佛教直贡噶举派寺院。

## 简介
根据墨竹工卡县提供的材料，扎雪村村名“扎雪”意为“山麓”。